# Vol Air Philippines 541
Le  19 avril 2000, le vol Air Philippines 541, un vol intérieur régulier entre l'aéroport international Ninoy Aquino, à Manille, et l'aéroport international Francisco Bangoy, à Davao, s'est écrasé contre une colline, alors qu'il s'apprêtait à atterrir à Davao, ne laissant aucun survivant parmi les 131 passagers et membres d'équipage à bord. 
C’est le pire accident aérien de l'histoire des Philippines, ainsi que la troisième catastrophe aérienne la plus meurtrière impliquant le Boeing 737-200

## Avion

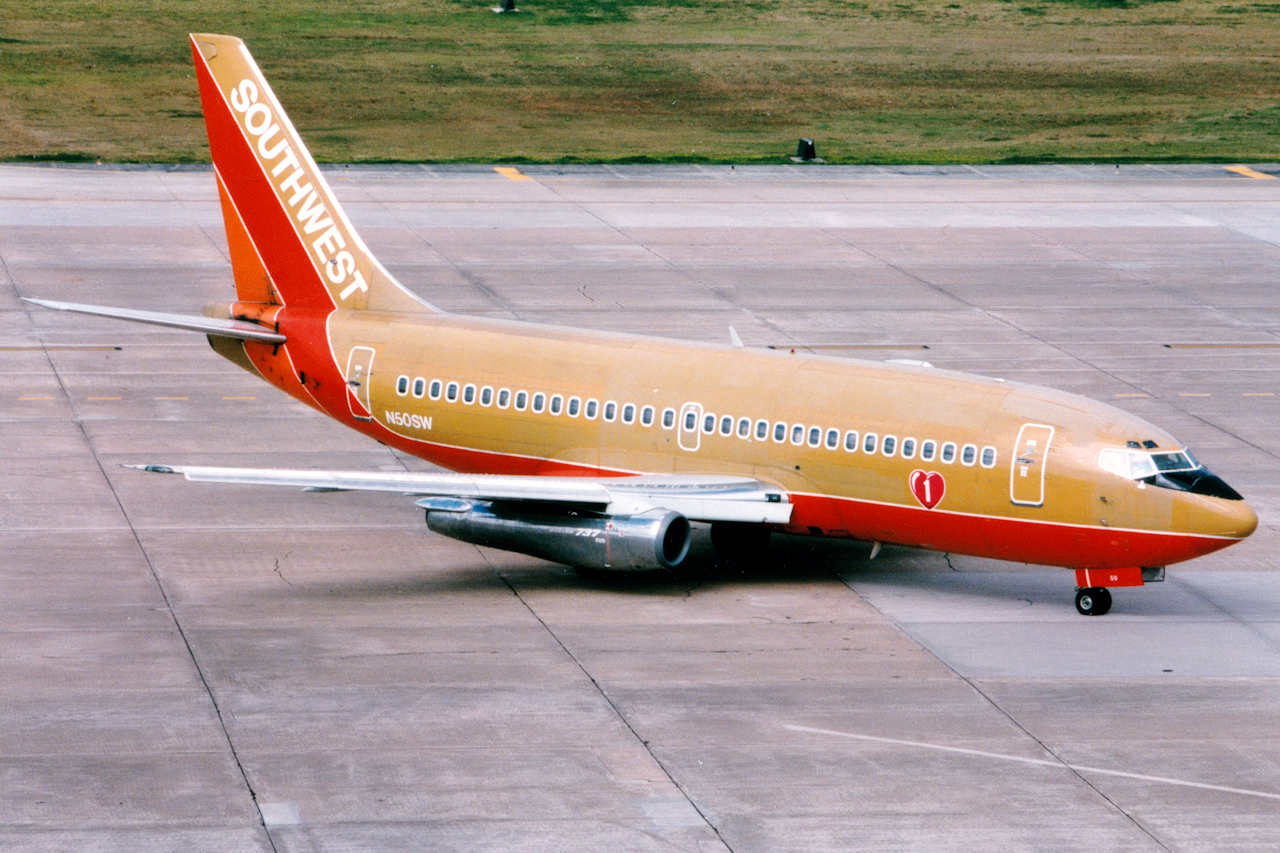
L'appareil impliqué dans l'accident, alors qu'il opérait pour Southwest Airlines, ici à l'aéroport intercontinental George-Bush de Houston en août 1998.

L'appareil impliqué est un Boeing 737-2H4, un biréacteur court/moyen-courrier immatriculé RP-C3010 (numéro de série 21447/508) et précédemment détenu par Southwest Airlines, avec comme immatriculation N50SW. 
Il a été livré pour la première fois en février 1978, avant d'être vendu à Air Philippines après 20 ans de service aux États-Unis.

## Passagers et équipage
Le commandant de bord est Estraton Catipay, le plus jeune pilote à avoir servi chez Philippine Airlines dans les années 1960. Il a également travaillé dans plusieurs grandes compagnies aériennes américaines, telles que Pan American World Airways, Delta Air Lines, Trans World Airlines et Eastern Air Lines, ainsi que pour d'autres grandes compagnies aériennes en Asie, comme Malaysia Airlines. Le commandant de bord Don Sardalla (22 ans) opérait en tant que copilote sur ce vol.
Il y avait 124 passagers, dont 19 enfants, et 7 membres d'équipage, pour un total de 131 personnes à bord. Ce vol était bondé, car c'était le début de la célébration de Pâques et les services de transport à travers les Philippines sont particulièrement prisés, les gens profitant des longues vacances pour rentrer dans leur ville natale depuis différents endroits du pays. Parmi les victimes figuraient notamment la belle-sœur, le neveu et la nièce d'Emmanuel Piñol (en), qui est à l'époque gouverneur de Cotabato (en).

## Chronologie du drame
Le vol 541, avec 131 passagers et membres d'équipage à bord, a quitté Manille vers 5h30 du matin, à destination de Davao. Vers 7 heures du matin, l'avion s'approche de la piste 05, derrière un Airbus A320 exploité par Philippine Airlines. 
Lorsque le vol 541 sort des nuages, l'équipage s'aperçoit que l'A320 n'a pas encore dégagé la piste d'atterrissage. Il informe alors le contrôle aérien qu'une procédure d'approche interrompue doit être effectuée. 
Le vol 541 a commencé à reprendre de l'altitude et est de nouveau rentré dans les nuages. La procédure standard consiste à grimper à 4 000 pieds (1 200 m), en se servant des instruments de vol, et de faire le tour pour intercepter une nouvelle pente de descente. Au lieu de cela, les pilotes ont tenté de voler en mode VFR, alors qu'ils naviguaient à basse altitude, dans des conditions météorologiques de vol IFR. 
Le 737 s'est écrasé dans une plantation de cocotiers, à flanc de colline, à quelques kilomètres à l'est de l'aéroport international Francisco Bangoy. L'appareil s'est désintégré lors de l'impact et a pris feu immédiatement après le crash, tuant sur le coup les 124 passagers et les 7 membres d'équipages présents à bord.

## Conséquences
Les villageois présent sur l'île ont déclaré que l'avion volait à basse altitude et a heurté la cime d'un cocotier, ce qui lui a arraché une partie de son aile. Ils ont déclaré qu'il semblait que l'équipage ait tenté de redresser l'avion, en utilisant la pleine puissance du moteur, mais pas assez rapidement pour éviter le crash. 
Les responsables de l'aéroport ont déclaré que le ciel était brumeux, avec une faible visibilité, au moment de l'accident. Vingt et une des 131 victimes n'ont jamais été identifiées, et ont par la suite été enterrées dans une fosse commune.
L'aéroport international Francisco Bangoy ne disposait pas à ce moment-là d'un équipement complet pour les atterrissages aux instruments et les atterrissages à vue avaient été suspendus en raisons des mauvaises conditions météo, quelques minutes avant l'accident.